# 邹宁
邹宁（1963年8月—），山东烟台人，汉族，中国民主促进会会员。中华人民共和国政治人物、第十三届全国人民代表大会山东地区代表。
2018年2月24日，当选为第十三届全国人大代表。